# Currency Creek Arboretum
El Currency Creek Arboretum (CCA), es un Arboretum de 32 hectáreas e extensión, especializado en Eucaliptos y enfocado a la investigación del eucalipto en los campos de su sistemática, taxonomía, ecología, fisiología, cultivo y conservación. 

## Localización

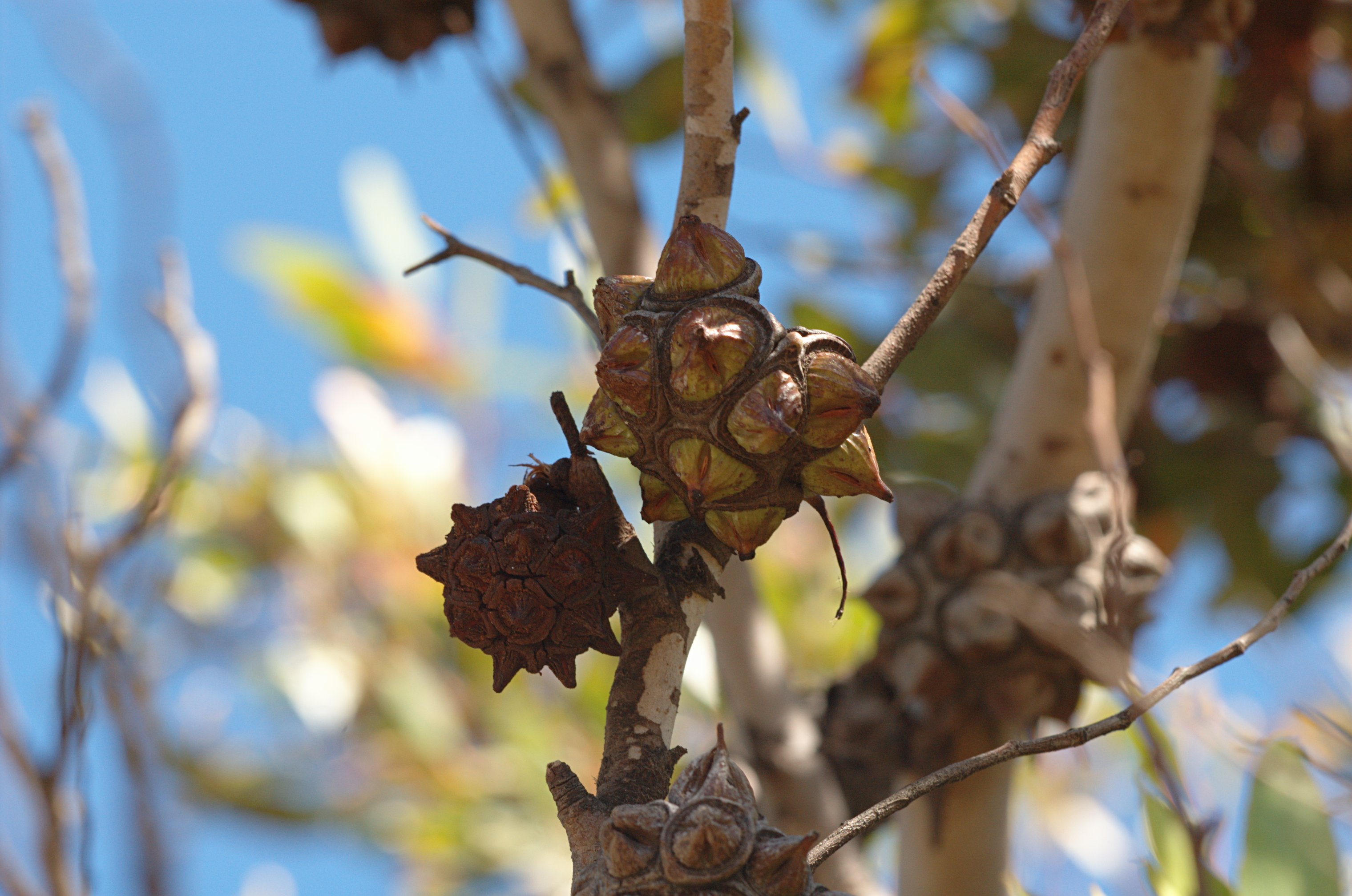
Cápsulas de Eucalyptus conferruminata, en el Currency Creek Arboretum.

Se encuentra cerca de Currency Creek (arroyo Currency), poco más arriba de la desembocadura del río Murray en la parte sur de Adelaida al sur de Australia. En unos terrenso con buen drenaje, de una marga arenosa. No hay piedra caliza en el sitio así que permite que crezca todas las especies que no toleran demasiado a la piedra caliza, o suelos alcalinos.
La precipitación es relativamente baja - alrededor 450mm anualmente. Eso permite que crezcan muchas especies del desierto, muchas especies de zonas templadas, y con una irrigación adicional para las especies adaptadas a una más alta precipitación. 
Currency Creek Arboretum Adelaide, South Australia SA Australia.
Planos y vistas satelitales.35°27′15.10″S 138°45′39.12″E / -35.4541944, 138.7608667
De administración privada es visitable previa cita. No se cobra tarifa de entrada. Está cuidado por voluntarios.

## Historia
El Dr. Dean Nicolle comenzó a buscar la tierra en 1990 para crear un arboreto entre Mount Compass y Strathalbyn. El tipo específico de suelo que buscaba debía de tener un buen drenaje, libre de piedra caliza, y con un pH levemente ácido o neutro. El CCA fue establecido en 1992. El sitio tiene un clima mediterráneo con un promedio anual de lluvias de 450 mm.
Las primeras plantaciones de semillas de 18 eucaliptos se efecturaon en 1993. Todos los puntos de la colección de la semilla fueron marcados con una localización del GPS y una ficha del herbario. Usando de ensayo y error en elegir distancia de establecimiento, se están replantando algunos árboles que fueron plantados inicialmente demasiado cerca.

## Colecciones botánicas
El 100 % de las colecciones es flora australiana.
Este Arboreto alberga unas 1000 especies y subespecies de eucaliptos, con unas 8000 plantas de eucaliptos,. que se sigue incrementando con nuevas plantaciones.
Además de plantas del género Eucalyptus también alberga plantas de géneros próximos como Angophora, y Corymbia.

## Actividades
Las actividades de investigación incluyen la conservación, el cultivo, ecología, fisiología, sistemática, y taxonomía del eucalipto. La investigación adicional consiste en industria de la flor cortada y producción de miel, tan bien como uso del árbol, para leña, sombra, y corta vientos.